# Deïaneira

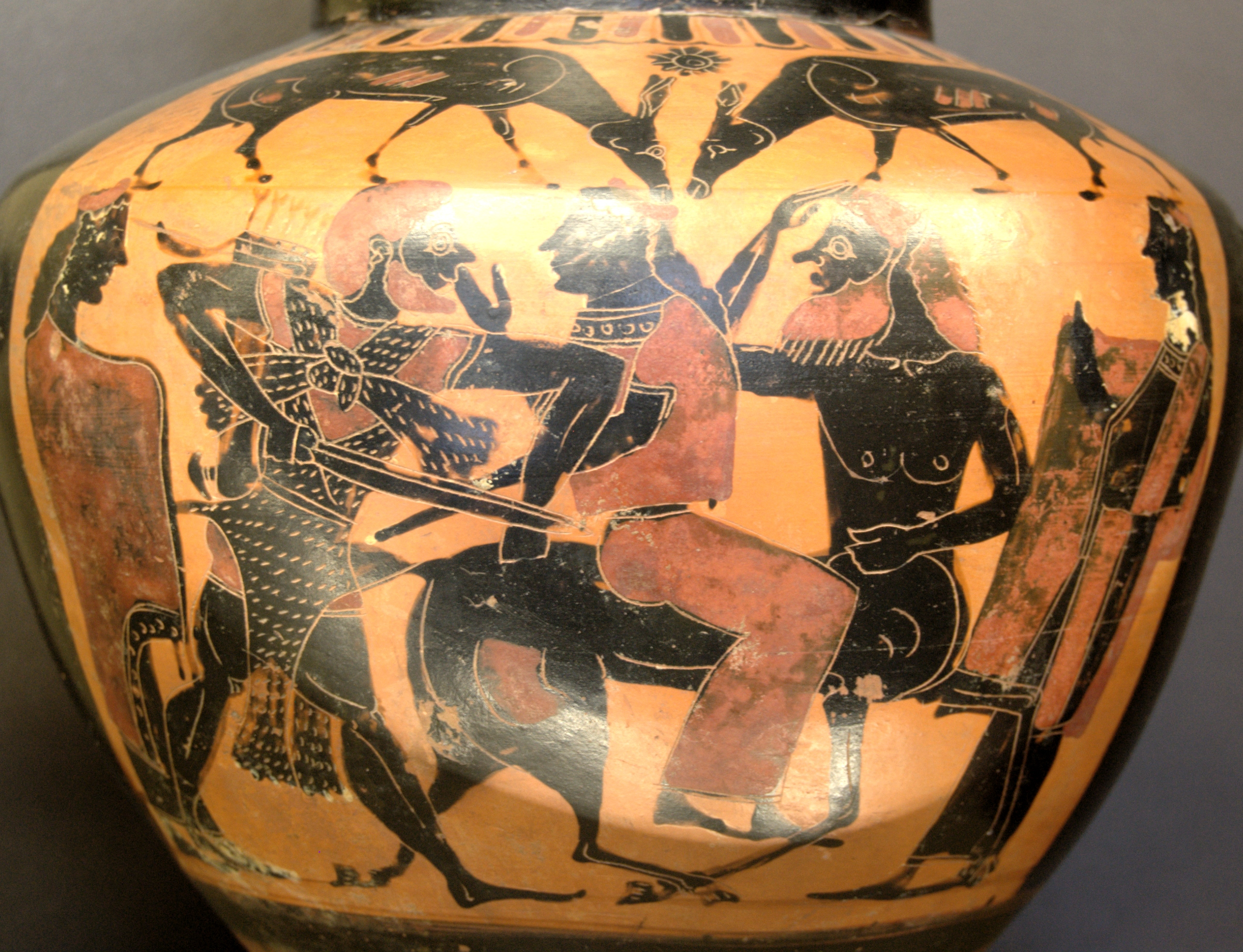
Herakles, Deianeira und Nessos, attisch-schwarzfigurige Hydria des Malers von Vatikan 309, 575-550 v. Chr. Louvre (E 803)

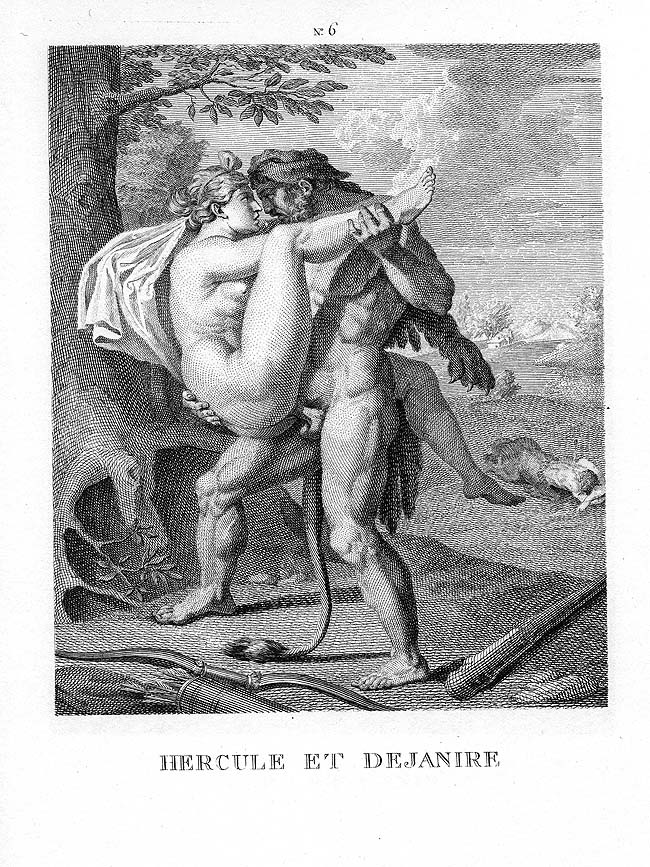
Herakles und Deïaneira, Kupferstich von Jacques Joseph Coiny nach Agostino Carracci, 1798

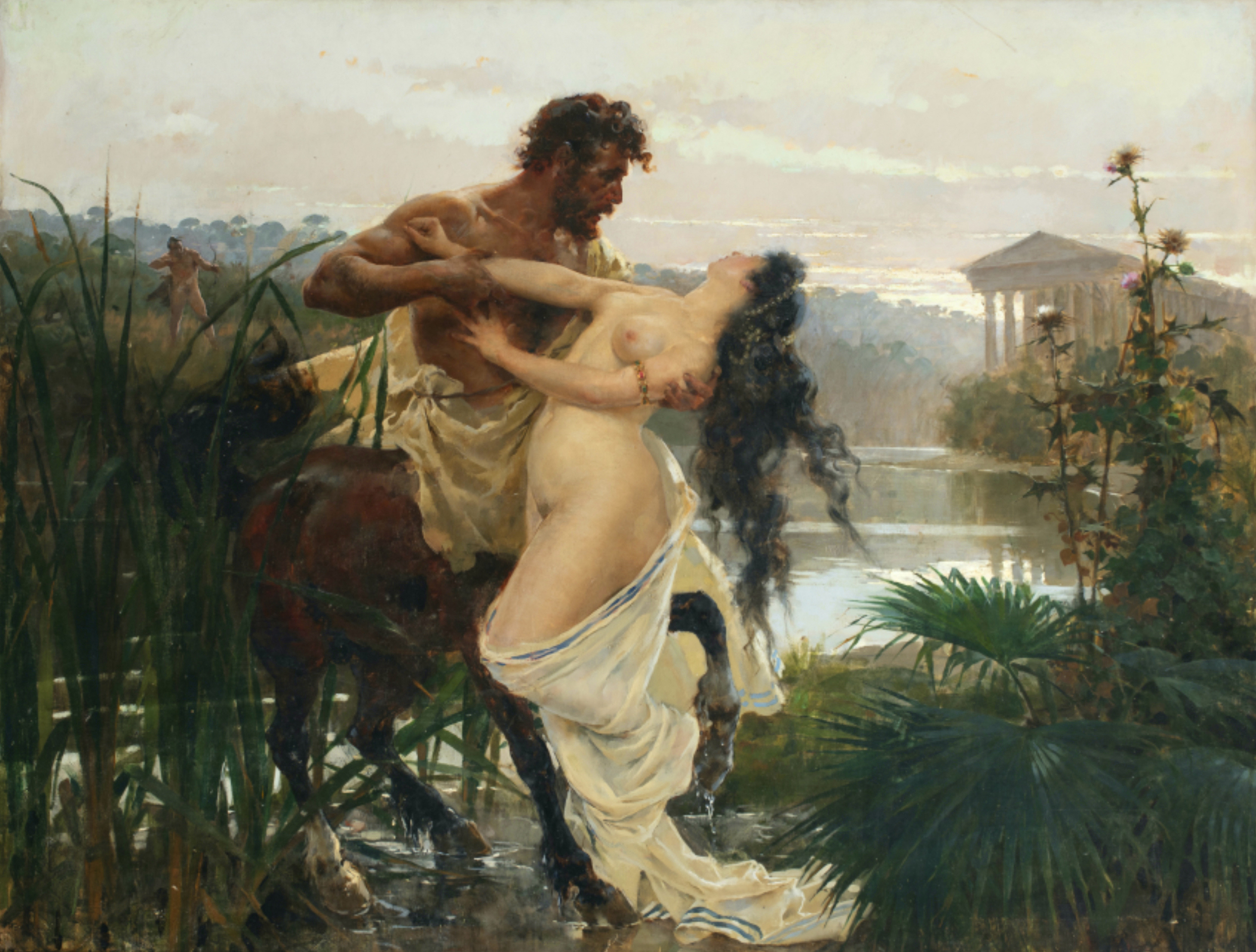
Enrique Simonet: Nessus und Deïaneira, 1888.

Deïaneira (altgriechisch Δηιάνειρα Dēiáneira, deutsch ‚den Männern feindlich‘) ist in der griechischen Mythologie eines der sieben Kinder des kalydonischen Königs Oineus und seiner Frau Althaia. Andere Quellen besagen, sie sei die Tochter von Althaia und Dionysos. Dieser schenkte daraufhin aus Dankbarkeit dem Oineus den ersten Weinstock. Ihre Geschwister sind Tydeus und Meleagros.
Deïaneiras Schönheit war weithin berühmt, so dass viele Freier nach Kalydon kamen und um sie warben. Oineus entschied, dass derjenige von ihnen Deïaneiras Hand gewinnen solle, der sich im Zweikampf zu behaupten vermöge. Herakles’ stärkster Gegner war der stierköpfige Flussgott Acheloos. Doch dieser unterlag dem Herakles, der sie damit gewann. Mit ihrem Mann Herakles hatte sie einen Sohn namens Hyllos.
Als sie Kalydon verlassen wollten, mussten sie den gerade Hochwasser führenden Fluss Euenos überqueren. Der Kentaur Nessos bot seine Hilfe an. Beim Übersetzen von Deïaneira versuchte er jedoch, sie zu entführen. Herakles ereilte ihn mit einem seiner – mit dem Gift der Hydra bestrichenen – Pfeile, und der daran sterbende Kentaur riet Deïaneira, sein mit der Liebe zu ihr erfülltes Blut aufzufangen, als ein Mittel, das ihr die Treue Herakles’ sichern werde. Deïaneira glaubte ihm, doch in Wirklichkeit war sein Blut durch den Pfeil vergiftet. Erst nach Jahren zweifelte Deïaneira an der Treue ihres Mannes und bestrich sein Untergewand mit dem Nessosblut (das sprichwörtliche Nessoshemd). Es ließ sich nicht mehr abstreifen und bereitete Herakles unerträgliche Schmerzen. Als Deïaneira von dieser unerwarteten Wendung erfuhr, nahm sie sich aus Schrecken das Leben. Von Qual gepeinigt ließ sich Herakles auf einem Scheiterhaufen verbrennen, womit zum Schluss auch sein Orakelspruch in Erfüllung ging: „Kein lebender Mensch wird dich je besiegen. Du wirst durch einen Toten getötet.“